# Natacha Rambova

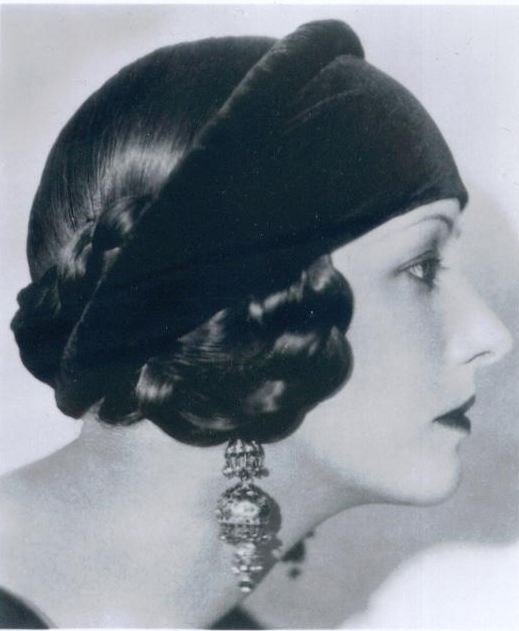
Natacha Rambova, 1920

Winifred Hudnut, besser bekannt als Natacha Rambova (* 16. Januar 1897 in Salt Lake City, Utah; † 5. Juni 1966 in Pasadena, Kalifornien) war eine amerikanische Kostüm- und Bühnenbildnerin, Grafikerin, Schriftstellerin, Schauspielerin, Modedesignerin, Ägyptologin und Sammlerin von ägyptischen Antiken.
Natacha Rambova war auch bekannt als die zweite Ehefrau der Stummfilm-Legende Rudolph Valentino.

## Leben
Winifred O’Shaunessy kam als Tochter des Elektroingenieurs Michael O’Shaunessy und seiner Ehefrau Winifred Kimball zur Welt. Ihre Eltern trennten sich, als sie noch klein war. Danach wuchs sie bei den Großeltern und ihrer Mutter auf. Später heiratete ihre Mutter in dritter Ehe Edgar Sands de Wolfe, einen Bruder der bekannten Innenarchitektin Elsie de Wolfe, deren Geschäftspartnerin sie wurde. Nach dem frühen Tod ihres Mannes († 1906) ging die Witwe erneut eine Ehe ein. Nach der Adoption durch ihren Stiefvater, den Kosmetikfabrikanten (heute L’Oréal) Richard Hudnut, nahm Winifred dessen Namen rückwirkend als Geburtsnamen an.

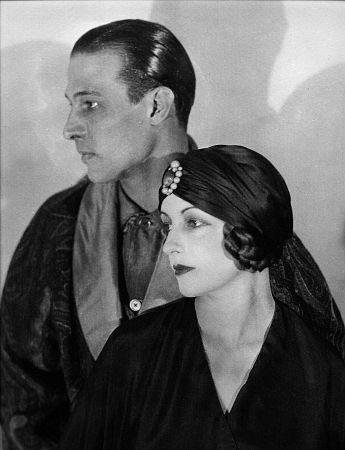
Rudolph Valentino und Natacha Rambova, 1924

Auf die Initiative ihrer Tante Elsie erhielt Winifred eine umfassende und vorzügliche Ausbildung in Europa. Nach Abschluss ihrer Schulausbildung in den Internaten Schule Schloss Salem am Bodensee und der École des Roches in der Normandie schloss sich Winifred dem Imperial Russian Ballet an. Mit dessen russischen Choreographen Theodor Kosloff (1882–1956) hatte sie eine längere Liebesbeziehung und änderte darauf ihren Namen in Natacha Rambova.
In den Vereinigten Staaten erregte Natacha Rambova nicht nur als Künstlerin, sondern auch durch Skandale und Affären – unter anderem mit Charlie Chaplin und Rudolph Valentino – Aufsehen.
Im Jahr 1922 wurde die kapriziöse Erbin von der Schauspielerin und Filmproduzentin Alla Nazimova, mit der sie zuvor schon Billions und Camille gedreht hatte, für deren Film Salomé verpflichtet, die Ausstattung und Kostümentwürfe anzufertigen. Die märchenhaft-fantastischen Buchillustrationen von Aubrey Beardsley in Szenenhintergründe und Kostüme umgesetzt zu haben, ist dann auch das größte Verdienst von Nazimowa und Rambova; ihr Film spiegelt die Dekadenz der 1920er Jahre und Exzentrik seiner Schöpfer bestens wider. Obwohl Salomé heute als erster Kunstfilm der USA gilt, beendete sein finanzieller Misserfolg Nazimovas Karriere als unabhängige Filmemacherin.
Im Jahr 1923 heiratete sie in Mexiko den Schauspieler Rudolph Valentino, den sie am Set eines seiner Filme kennengelernt hatte. Nachdem das Ehepaar zurück in den USA war, wurde ihr Ehemann wegen Bigamie festgenommen. Da er nicht das volle Jahr zwischen seiner Scheidung mit Jean Acker (1892–1978) und seiner neuen Hochzeit abgewartet hatte, wie es das kalifornische Gesetz vorschrieb, wurde er für drei Tage inhaftiert und musste 10.000 Dollar Strafe zahlen. Kurz darauf heirateten die beiden erneut. Natacha Rambova weigerte sich standhaft, in sein Haus – Falcon Lair in den Bergen über Los Angeles – zu ziehen und begann Valentinos Vertragsbestimmungen auszuhandeln und ihn an den Sets seiner Filme zu kontrollieren. 1926 wurde ihre Ehe mit Valentino geschieden.
Nach ihrer Scheidung arbeitete Natacha Rambova auch als Modeschöpferin und eröffnete 1928 ihr erstes Geschäft in New York. Zu ihren Kundinnen zählten Beulah Bondi, Aline MacMahon und Mae Murray. Im Spätsommer 1931 musste sie ihr Geschäft wieder schließen, wahrscheinlich wegen der wirtschaftlichen Depression und dem abnehmenden Interesse an der russisch-inspirierten Kleidung. Im selben Jahr hatte sie eine Liebesbeziehung zu Talbot Mundy. Wenig später lernte Natacha Rambova ihren zweiten Ehemann, den spanischen Journalisten und Aristokraten Alvaro Conde de Urzaiz, kennen und lieben. Zusammen lebten sie später auf Mallorca. Nach ihrer Scheidung 1939 ging sie zurück nach Amerika und arbeitete in den 1960er Jahren mit dem russischstämmigen Ägyptologen Alexandre Piankoff zusammen.
Am 5. Juni 1966 erlag Natacha Rambova im Alter von 69 Jahren in einem Krankenhaus von Pasadena einem Herzinfarkt. Zu Lebzeiten hatte sie auf einem Friedhof bei New York eine große Grabstätte in der Nähe ihres Ex-Ehemannes, Rudolph Valentino, erworben.

## Ehemänner
- 1923–1926 Rudolph Valentino (1895–1926, eigentlich Rodolfo Guglielmi di Valentina d’Antonguolla)
- 1934–1939 Alvaro Conde de Urzaiz

## Filmographie (Kostüme/Ausstattung)
- 1917: The Woman God Forgot
- 1920: Why Change Your Wife? von Cecil B. DeMille
- 1920: Something to Think About von Cecil B. DeMille
- 1920: Billions mit Alla Nazimova
- 1921: Forbidden Fruit von Cecil B. DeMille
- 1921: Die Kameliendame (Camille) mit Alla Nazimova und Rudolph Valentino
- 1922: A Doll’s House mit Alla Nazimova
- 1922: Der junge Maharadscha (The Young Rajah) mit Rudolph Valentino
- 1923: Salomé mit Alla Nazimova
- 1924: Monsieur Beaucaire, der königliche Barbier (Monsieur Beaucaire) mit Rudolph Valentino
- 1924: The Hooded Falcon mit Rudolph Valentino
- 1925: Cobra (auch Schauspielerin)

## Schriften (Auswahl)
- Rudy: An Intimate Portrait of Rudolph Valentino by His Wife. Hutchinson, London 1926.
- Rudolph Valentino. (Recollections). Intimate and Interesting Reminiscences of the Life of the Late World-Famous Star. Jacobsen-Hodgkinson-Corporation, New York (NY) 1927.